# Adam Greydon Reid
Adam Greydon Reid (* 8. Januar 1973 in Nepean, Ottawa, Ontario) ist ein kanadischer Schauspieler, Synchronsprecher, Filmregisseur und Drehbuchautor.

## Leben
Reid besuchte die Sir Robert Borden High School und studierte später an der Ryerson University. Während dieser Zeit war er in der Theatergruppe tätig und sammelte erste Erfahrungen im Improvisationstheater. Er ist seit dem 19. Mai 2007 mit der Schauspielerin Kristin Lehman verheiratet. Die beiden sind Eltern eines Sohnes. Er begann ab Mitte der 1980er Jahre mit ersten Darstellungen in Fernsehserien und dem Schreiben von Drehbüchern. Er wirkt überwiegend in einzelnen kanadischen und US-amerikanischen Fernsehserien mit, ist aber auch in Spielfilmen wie Rentier Buddy rettet Weihnachten, Recoil, Underworld: Awakening, Santa & Mrs. Claus oder Ring of Fire – Flammendes Inferno. Seit den späten 1990er Jahren ist er außerdem als Synchronsprecher speziell für Zeichentrickserien tätig.

## Filmografie

### Schauspiel
- 1985: Turkey Television (Fernsehserie)
- 1985–1987: You Can't Do That on Television (Fernsehserie, 22 Episoden)
- 1991: Heritage Minutes (Fernsehserie, Episode 1x05)
- 1996: Kids in the Hall: Brain Candy
- 1998–2001: The Wonderful World of Disney (Fernsehserie, 2 Episoden)
- 2001: Leap Years (Fernsehserie, Episode 1x07)
- 2000: Jett Jackson (Fernsehserie, Episode 2x21)
- 2000: Der Prinz und der Bettelhund (The Pooch and the Pauper) (Fernsehfilm)
- 2002: Screech Owls (Fernsehserie, Episode 2x09)
- 2002: The 5th Quadrant (Fernsehserie, Episode 1x12)
- 2002: Patti (Fernsehserie, 3 Episoden)
- 2002: Doc (Fernsehserie, Episode 2x24)
- 2002: A Nero Wolfe Mystery (Fernsehserie, Episode 2x16)
- 2003: Hemingway vs. Callaghan (Fernsehfilm)
- 2003: The Second Chance – Wie du mir, so ich dir (This Time Around)
- 2003: The Newsroom (Fernsehserie, Episode 2x06)
- 2003–2004: King (Fernsehserie, 26 Episoden)
- 2004: Ham & Cheese
- 2004: The Eleventh Hour (Fernsehserie, Episode 2x12)
- 2004: Wild Card (Fernsehserie, Episode 2x06)
- 2004: Rentier Buddy rettet Weihnachten (Snow) (Fernsehfilm)
- 2005: Degrassi: The Next Generation (Degrassi) (Fernsehserie, Episode 4x20)
- 2006: Killer Instinct (Fernsehserie, 2 Episoden)
- 2006: The Buck Calder Experience (Fernsehfilm)
- 2006: Behind the Camera: The Unauthorized Story of 'Diff'rent Strokes' (Fernsehfilm)
- 2006: What It's Like Being Alone (Fernsehserie, 13 Episoden)
- 2007: I Didn't Do Anything (Kurzfilm)
- 2010: When Love Is Not Enough: The Lois Wilson Story (Fernsehfilm)
- 2010: Psych (Fernsehserie, Episode 5x03)
- 2011: Recoil
- 2011: Der jüngste Tag – Das Ende der Menschheit (Collision Earth, Fernsehfilm)
- 2011: Supernatural (Fernsehserie, Episode 6x21)
- 2011: Sanctuary – Wächter der Kreaturen (Sanctuary) (Fernsehserie, 2 Episoden)
- 2012: Underworld: Awakening
- 2012: Santa & Mrs. Claus (Finding Mrs. Claus) (Fernsehfilm)
- 2012: Ring of Fire – Flammendes Inferno (Ring of Fire) (Fernsehfilm)
- 2012–2014: Continuum (Fernsehserie, 8 Episoden)
- 2013: Goodnight for Justice (Mini-Serie, Episode 1x03)
- 2013: Cult (Fernsehserie, 2 Episoden)
- 2013: Delete (Fernsehserie, 2 Episoden)
- 2014: Arctic Air (Fernsehserie, Episode 3x08)
- 2014: Motive (Fernsehserie, Episode 2x07)
- 2014: The Unauthorized Saved by the Bell Story (Fernsehfilm)
- 2014: Hot Mom (Mini-Serie, Episode 1x04)
- 2014: Gracepoint (Fernsehserie, 8 Episoden)
- 2015: The Adept (Kurzfilm)
- 2015: Proof (Fernsehserie, Episode 1x09)
- 2016: Anleitung zum Verlieben (Dater's Handbook) (Fernsehfilm)
- 2016: Paranormal Solutions Inc. (Fernsehserie, Episode 1x03)
- 2017: Janette Oke: Die Coal Valley Saga (Fernsehserie, 3 Episoden)
- 2018: Lost in Space – Verschollen zwischen fremden Welten (Lost in Space) (Fernsehserie, 5 Episoden)
- 2018: Take Two (Fernsehserie, Episode 1x12)
- 2018–2019: iZombie (Fernsehserie, 10 Episoden)
- 2019: Project Blue Book (Fernsehserie, Episode 1x03)
- 2019: Van Helsing (Fernsehserie, Episode 4x10)

### Synchronisation
- 1998: Mythic Warriors: Guardians of the Legend (Zeichentrickserie, Episode 1x06)
- 1998–1999: Birdz (Zeichentrickserie, 13 Episoden)
- 2004–2010: 6Teen (Zeichentrickserie, 78 Episoden)
- 2005–2008: Delilah & Julius (Delilah and Julius) (Zeichentrickserie, 31 Episoden)
- 2007–2008: Urban Vermin (Animationsserie, 12 Episoden)
- 2007–2011: Total Drama Island (Zeichentrickserie, 37 Episoden)
- 2009: Poppets Town (Zeichentrickserie, Episode 1x01)
- 2010: Skatoony (Zeichentrickserie, Episode 1x13)
- 2018: Max Voltage (Zeichentrickserie)
- 2018: My Little Pony – Freundschaft ist Magie (My Little Pony: Friendship is Magic) (Zeichentrickserie, Episode 8x08)
- 2019: Hospital Show (Mini-Serie, 10 Episoden)

### Regie
- 1995: Token for Your Thoughts (Kurzfilm)
- 1999–2000: System Crash (Fernsehserie, 19 Episoden)
- 2000: The Best Girl (Kurzfilm)
- 2005–2007: Ghost Trackers (Fernsehserie, 13 Episoden)
- 2006: Sheltered Life (Kurzfilm)
- 2007: Adrenalin Projekt (Fernsehserie, 2 Episoden)
- 2009: Dancing in the Flames (Dokumentation)
- 2019: Hospital Show (Mini-Serie, 10 Episoden)

### Drehbuch
- 1989: You Can't Do That on Television (Fernsehserie, 30 Episoden)
- 1995: Token for Your Thoughts (Kurzfilm)
- 1999–2000: System Crash (Fernsehserie, 32 Episoden)
- 2005: Planet Sketch (Fernsehserie)
- 2009: Dunce Bucket (Fernsehfilm)
- 2011: Bolts & Blip (Animationsserie, 2 Episoden)
- 2019: Hospital Show (Mini-Serie, 10 Episoden)